# Běloruské letectvo

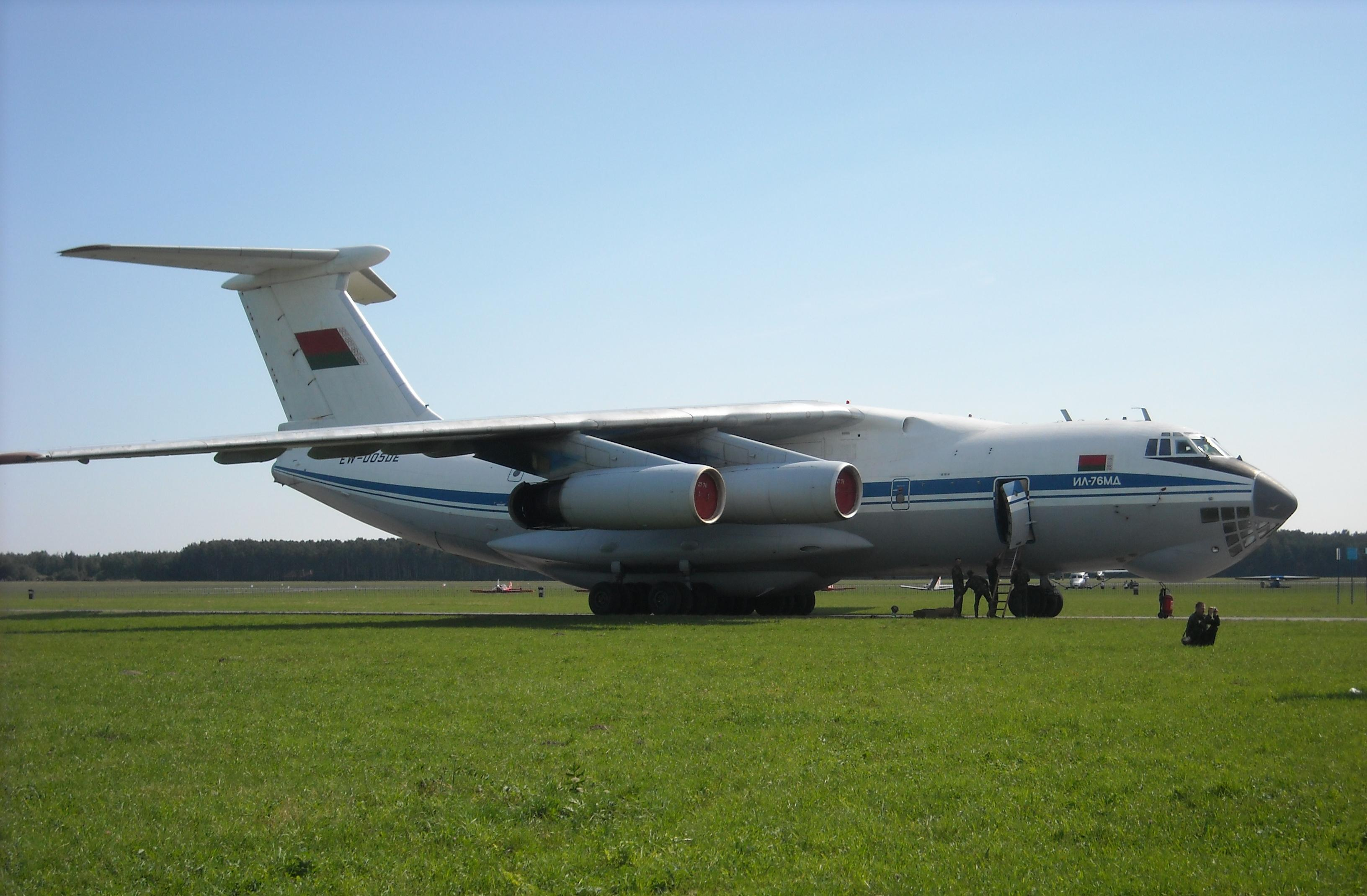
Běloruský Iljušin Il-76MD na letišti Radom–Sadków, 2009.

Běloruské letectvo (oficiálně: Vojenské vzdušné síly a vojska protivzdušné obrany Běloruské republiky; bělorusky Ваенна-паветраныя сілы і войскі супрацьпаветранай абароны Рэспублікі Беларусь, Vajenna–pavetranyja sily i vojski supracpavetranaj abarony Respubliki Belarus) je součást běloruských ozbrojených sil založená v roce 1992 z 26. letecké armády sovětského letectva, která sloužila na území tehdejší Běloruské SSR.
Vzdušné síly a protivzdušná obrana jsou organizovány do šesti hlavních leteckých pluků (dvou přepadových, tří útočných a průzkumných pluků) a skládají se z více než 18 170 členů personálu i přesto, že počet je neustále snižován. Do srpna 2010 měly k dispozici 6 hlavních leteckých základen: Mačuliščy (50. smíšená letecká základna), Lida (206. útočná letecká základna, 116. gardová útočná letecká základna), Baranavičy (61. stíhací letecká základna, 61. útočná letecká základna) a Pružany (181. bojová vrtulníková základna). Běloruské vzdušné síly udržují úzké vazby s ruskými vzdušnými silami.

## Letadlový park
| Letadlo             | Foto            | Země původu     | Typ                            | Verze           | Služba          | Poznámky                                                             |
| Stíhací letadla     | Stíhací letadla | Stíhací letadla | Stíhací letadla                | Stíhací letadla | Stíhací letadla | Stíhací letadla                                                      |
| ------------------- | --------------- | --------------- | ------------------------------ | --------------- | --------------- | -------------------------------------------------------------------- |
| MiG-29              |                 | Rusko           | víceúčelový stíhací letoun     | MiG-29BM        | 34              | Třináct letadel bylo v roce 2004 modernizováno na standard MiG-29BM. |
| Suchoj Su-30        |                 | Rusko           | víceúčelový stíhací letoun     | Su-30           | 4               | 8 objednáno                                                          |
| Bojová letadla      |                 |                 |                                |                 |                 |                                                                      |
| Suchoj Su-25        |                 | Rusko           | útočné letadlo                 | Su-25           | 67              | Velké množství letadel bylo prodáno přes Rusko do Iráku.             |
| Transportní letadla |                 |                 |                                |                 |                 |                                                                      |
| Antonov An-26       |                 | Ukrajina        | taktický transportní letoun    | An-26           | 2               |                                                                      |
| Iljušin Il-76       |                 | Rusko           | strategický transportní letoun | Il-76MD         | 2               |                                                                      |
| Cvičná letadla      |                 |                 |                                |                 |                 |                                                                      |
| Aero L-39 Albatros  |                 | Česko           | cvičné letadlo                 | L-39C           | 10              |                                                                      |
| Jakovlev Jak-130    |                 | Rusko           | cvičné letadlo                 | Jak-130         | 8               |                                                                      |
| Vrtulníky           |                 |                 |                                |                 |                 |                                                                      |
| Mil Mi-8            |                 | Rusko           | dopravní vrtulník              | Mi-8/17         | 36              |                                                                      |
| Mil Mi-26           |                 | Rusko           | dopravní vrtulník              | Mi-26           | 3               |                                                                      |
| Mil Mi-24           |                 | Rusko           | útočný vrtulník                | Mi-24V          | 21              | 4 objednáno                                                          |

## Vyřazená letadla
Po rozpadu Sovětského svazu mělo Bělorusko v roce 1992 ve službě:
- 45x MiG-23 – sešrotovány
- 13x MiG-25 – sešrotovány
- 42x Su-24 – staženy ze služby,[4] 12 prodáno súdánskému letectvu
- 25x Su-27 – staženy ze služby
- v Bělorusku jsou uskladněny asi dva tucty vrtulníků Mi-2[5] (včetně několika v muzeu Minsk-Borovaja),[6] některé může běloruská policie využívat dodnes[7][8]
- dále uskladněny asi dva tucty letounů An-2[5]
- v únoru 2012 bylo všech 35 Su-24 staženo ze služby[9][10]
- v prosinci 2012 bylo všech 17 Su-27P a 4 Su-27UBM1 staženo ze služby[11][12]